# La Chapelle (Ardennes)
La Chapelle is een Franse gemeente in het departement Ardennes in de regio Grand Est en maakt deel uit van het arrondissement Sedan. De gemeente telde 163 inwoners op 1 januari 2022.

## Geografie
De oppervlakte van La Chapelle bedraagt 7,52 vierkante kilometer; Op 1 januari 2022 was de bevolkingsdichtheid 21,7 inwoners per km².
De onderstaande kaart toont de ligging van La Chapelle met de belangrijkste infrastructuur en aangrenzende gemeenten.

## Demografie
Onderstaande figuur toont het verloop van het inwonertal.
Vanwege een beveiligingsprobleem met de MediaWiki Graph-software is het momenteel niet mogelijk deze grafiek weer te geven. Zodra de software is bijgewerkt zal de grafiek vanzelf weer zichtbaar worden.